# Freiberger Straße (Dresden)
Die Freiberger Straße ist eine Innerortsstraße in der Wilsdruffer Vorstadt in Dresden. Sie beginnt am Postplatz als eine der Fortsetzungen der Wilsdruffer Straße und führt nach Löbtau, wo sie in die Kesselsdorfer Straße übergeht. Zwischen der Inneren Altstadt und dem World Trade Center Dresden verläuft sie innerhalb des 26er Rings. In diesem Bereich befinden sich die Sternhäuser Nr. 5–27, die fünf Hochhäuser Nr. 2–10, die Mensa des SC Einheit Dresden und das Elsa-Fenske-Pflegeheim.

## Geschichte

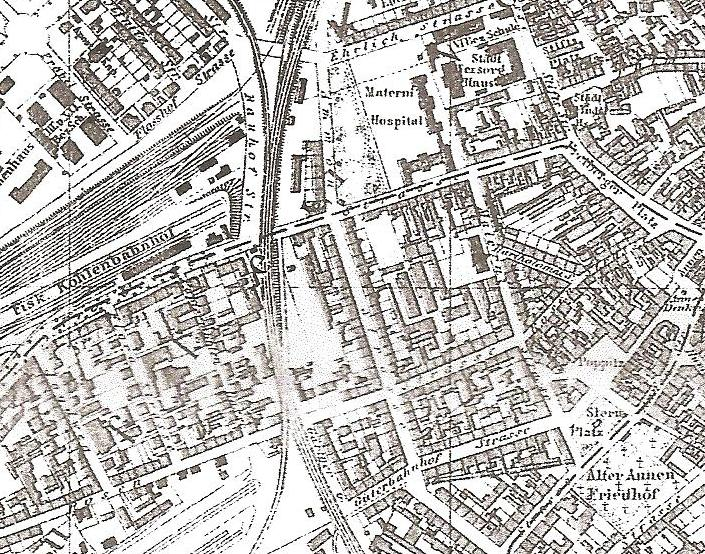
Die Freiberger Straße endete im Jahr 1898 am Freiberger Platz

Blick auf Hochhäuser der Freiberger Straße im Jahr 1966. Im Hintergrund ist das Maternihospital und das Kraftwerk Mitte zu sehen. Im Vordergrund steht die Süßwarenfabrik Elbflorenz

Die Freiberger Straße war Teil einer wichtigen Handelsstraße nach Süddeutschland, die bis nach Nürnberg führte und am Wilischen Tor der Dresdner Stadtfestung anfing. Im Bereich zwischen Postplatz und 26er Ring entwickelten sich die Dörfer Fischersdorf und Entenpfütze. Während der aus Ersterem hervorgegangene Fischhofplatz nach 1945 in der Folge der Luftangriffe auf Dresden komplett überbaut wurde und aus dem Stadtbild verschwand, gibt es den Dorfplatz der Entenpfütze noch unter dem Namen Freiberger Platz. Hier endete die Freiberger Straße – der Verkehr wurde bis nach 1945 über den Platz zur Annenkirche geführt und erreichte über die Annenstraße die Altstadt. In Richtung damalige Stadtaußengrenze band die Freiberger Straße außerdem den Albertsbahnhof an die Stadt an.
Die starken Zerstörungen in der Wilsdruffer Vorstadt begünstigten eine völlige Neugestaltung des Stadtteils. Die Freiberger Straße wurde dabei vom Freiberger Platz bis zum Postplatz verlängert und somit direkt an die Innenstadt angeschlossen. An Stelle des alten Dorfes Entenpfütze entstanden die Schwimm- und Sprunghallen am Freiberger Platz.

## Verkehr
Mit dem Ausbau der S-Bahn-Strecke Meißen – Dresden – Pirna wurde der Haltepunkt Freiberger Straße errichtet und am 12. Dezember 2004 für den Verkehr freigegeben. Hier halten S1 (Meißen Triebischtal – Schöna) und S2 (Pirna – Dresden Flughafen). Die Straßenbahnlinien 7 (Pennrich – Weixdorf), 10 (Striesen – Messe Dresden) und 12 (Striesen – Leutewitz) der Dresdner Verkehrsbetriebe fahren die Haltestellen vor dem World Trade Center Dresden an.

Haltepunkt Freiberger Straße
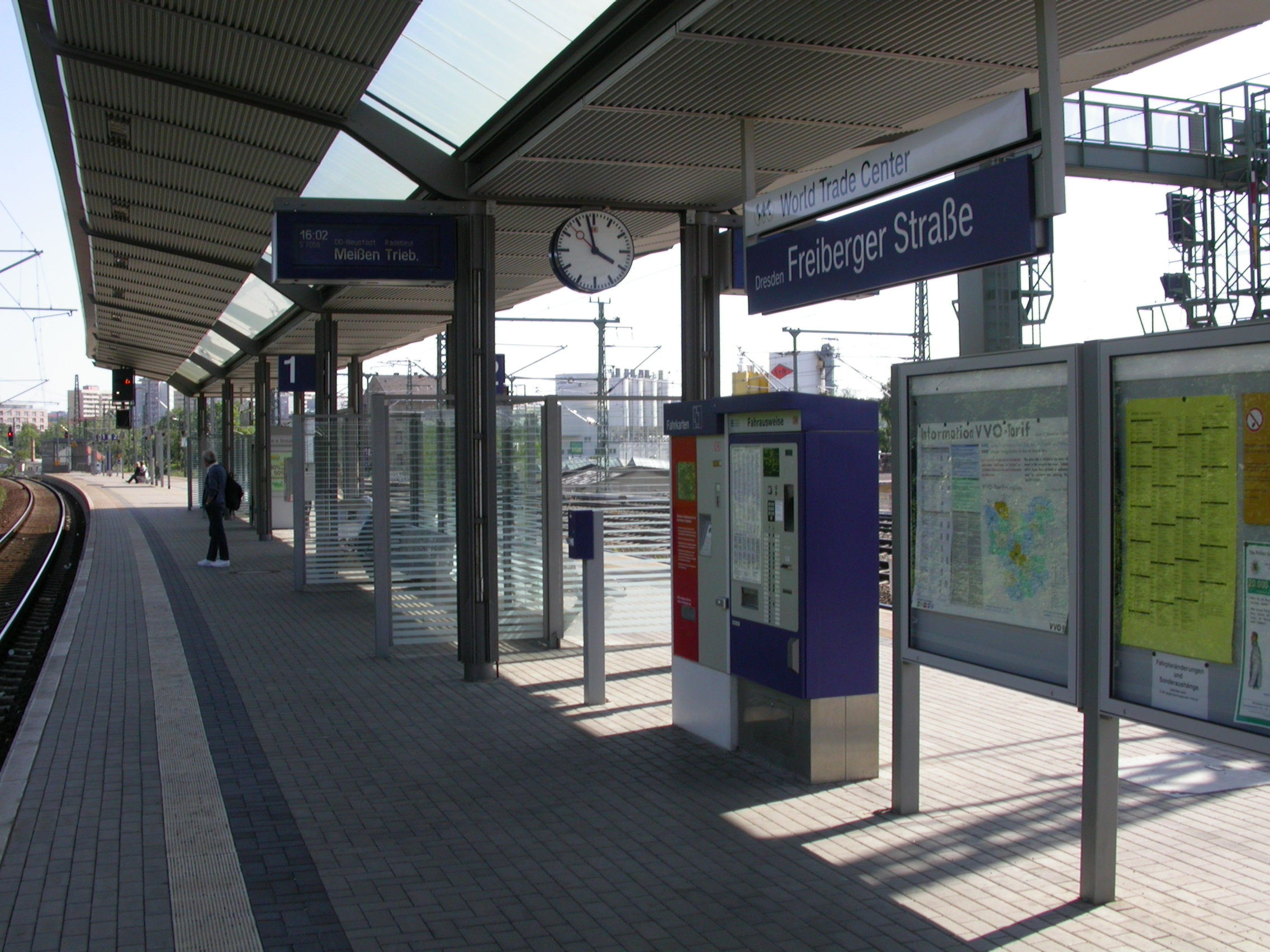
Bahnsteig Freiberger Straße
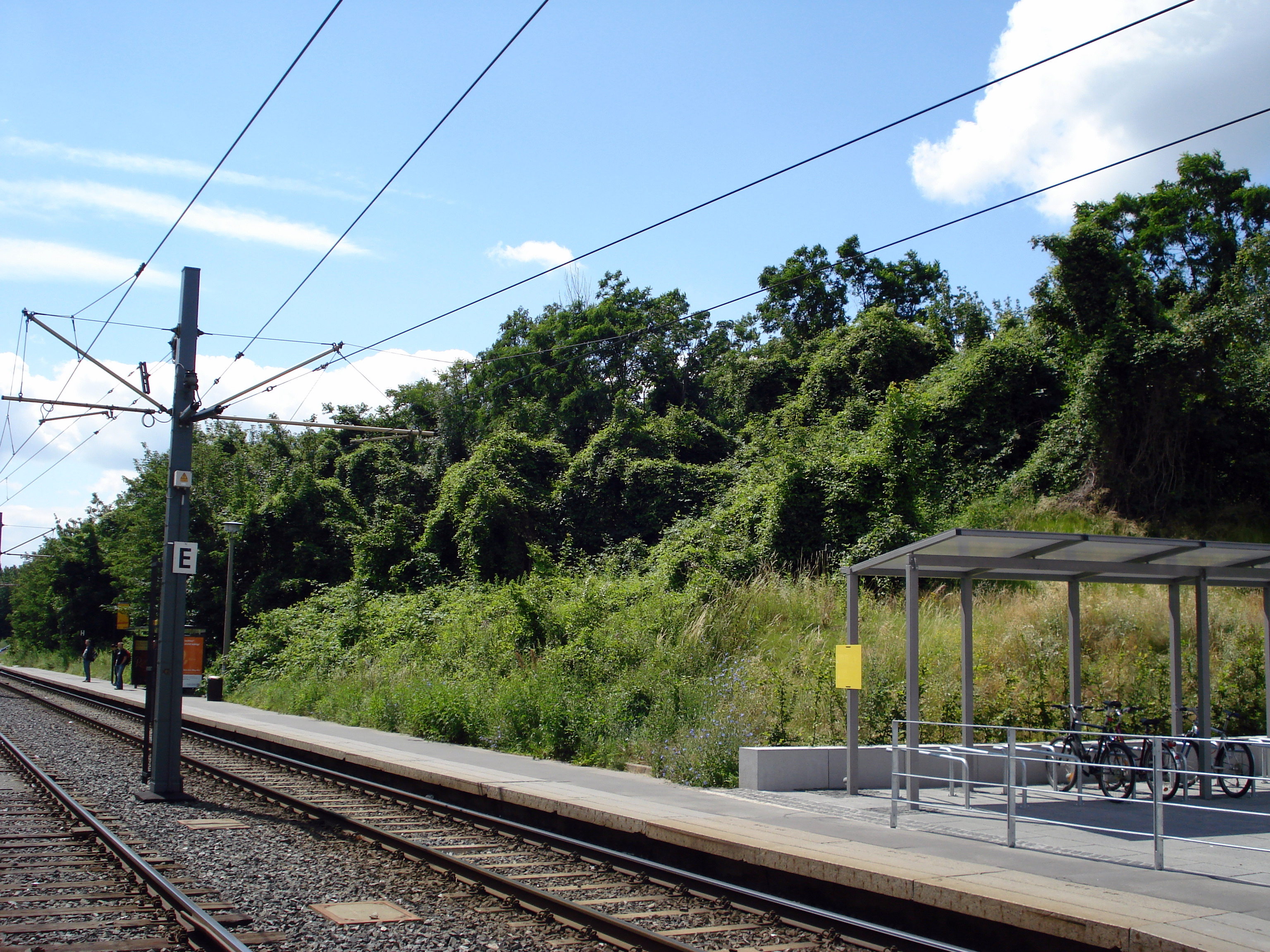
Haltestelle der Linie 7 vor dem Bahndamm
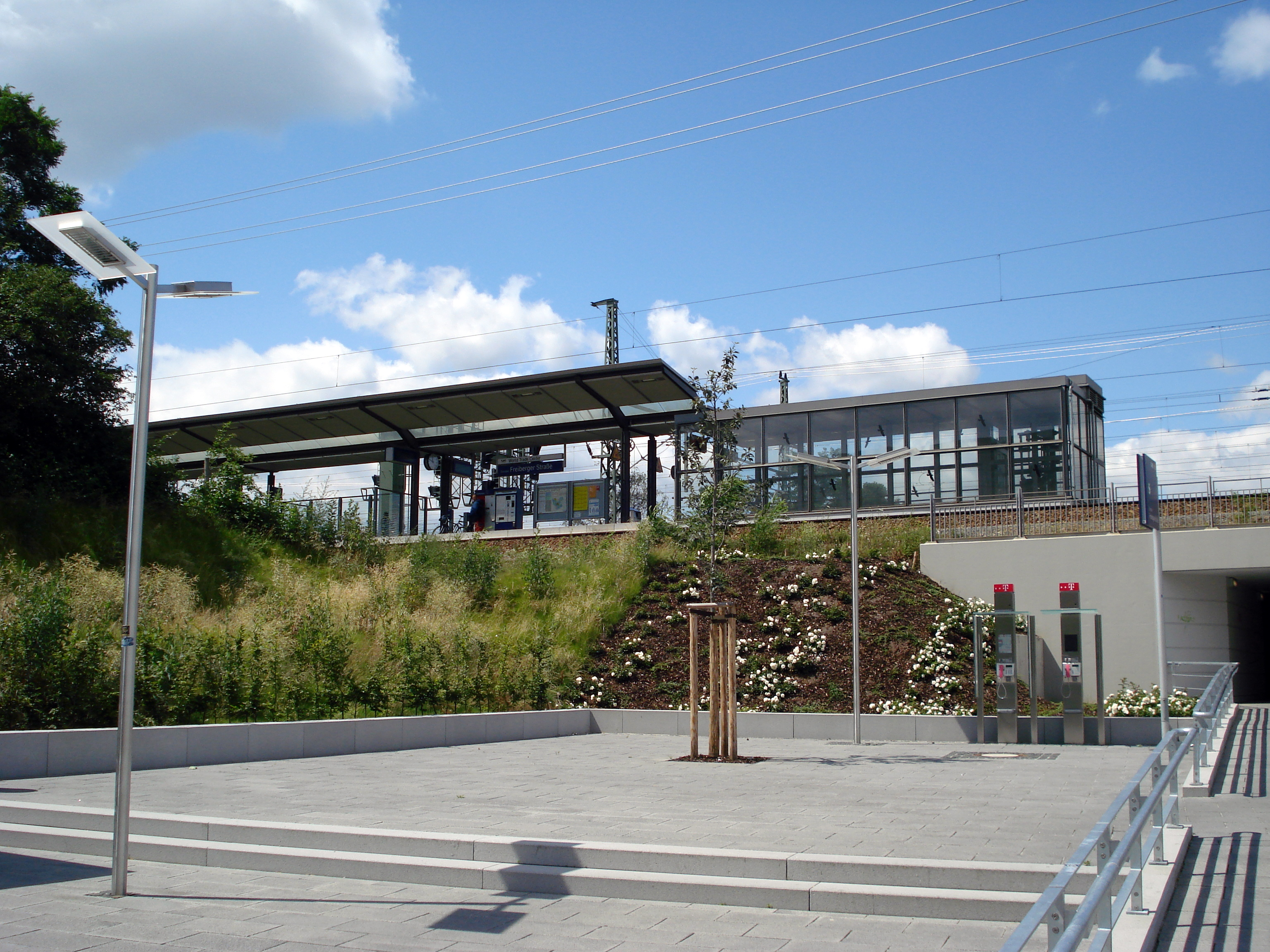
Blick von der Freiberger Straße auf den Bahnhof
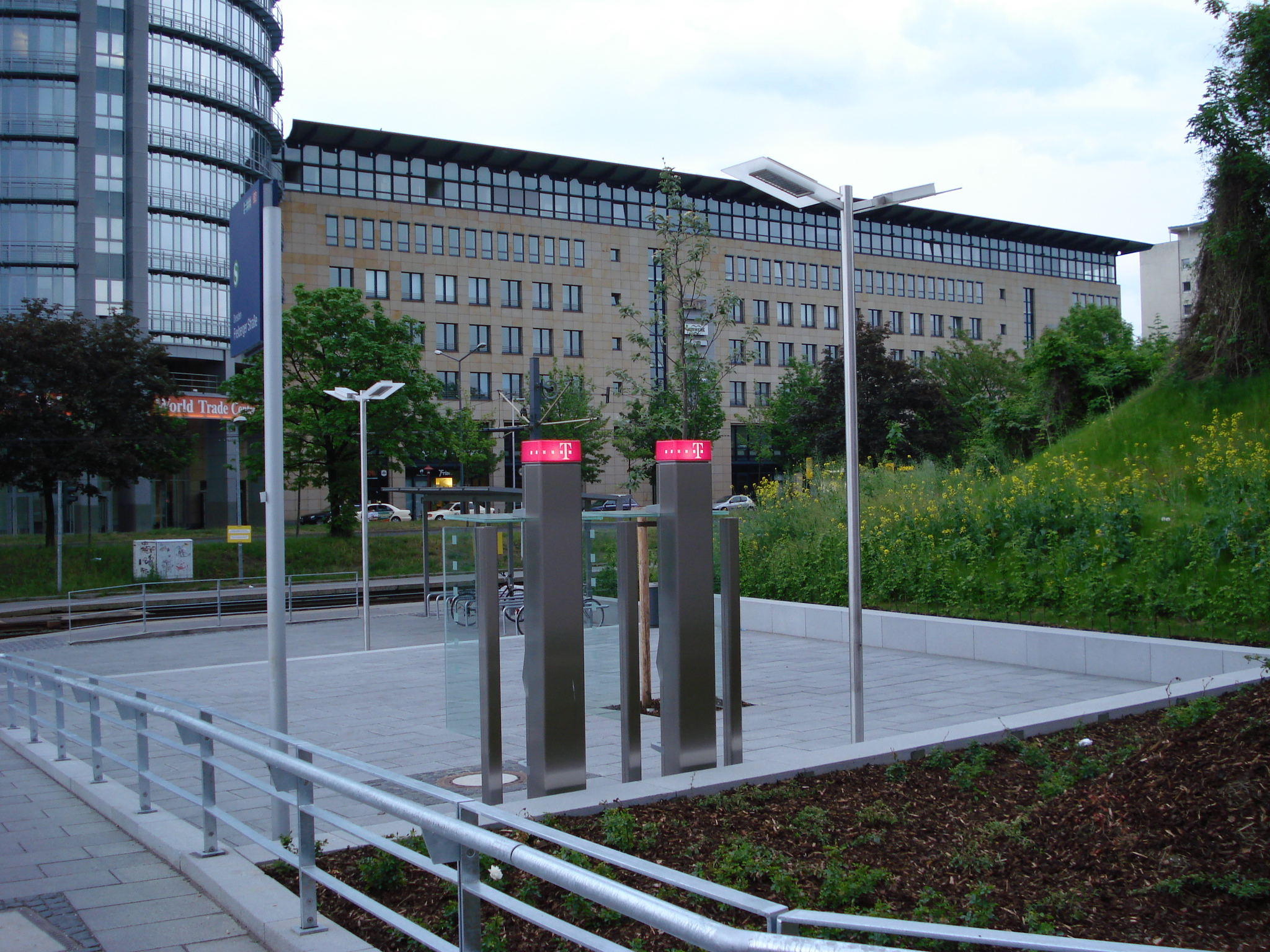
Blick über die Freiberger Straße zum WTC

## Bebauung

### Nordseite

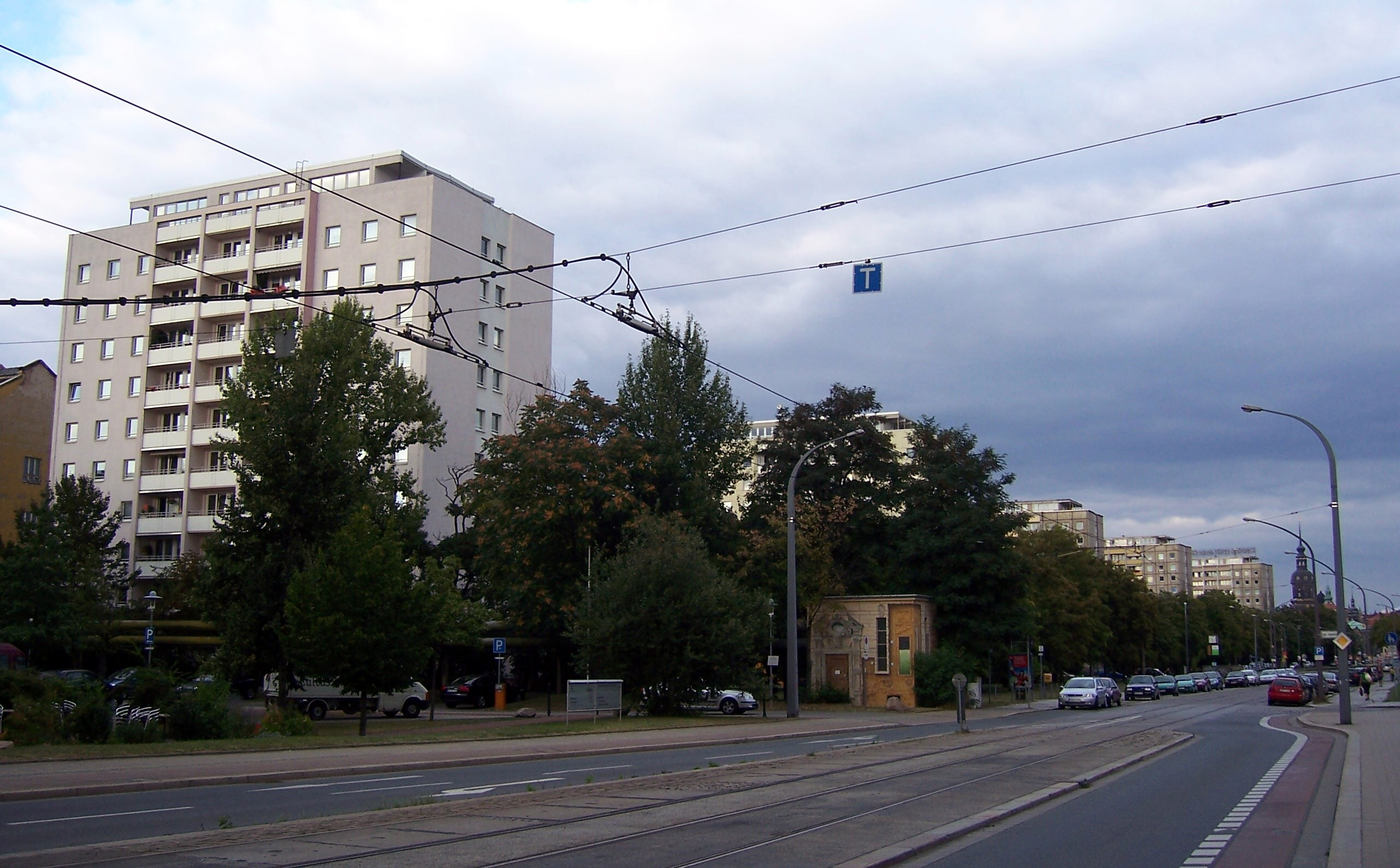
Zwei der fünf Hochhäuser auf der Freiberger Straße nach der Sanierung

Die fünf Hochhäuser an der Freiberger Straße 2–10 bilden die nördliche Bebauung der Freiberger Straße. Die Häuser 2–10 und wurden von 1962 bis 1964 von den Architekten Helmut Hommel, Kurt Röthig (Städtebau), nach Entwürfen der Architekten Heinrich Rettig, Manfred Gruber und Rolf Ermisch mit 40 Wohnungen errichtet. Das Terrassengeschoss ist mit Ateliers ausgestattet. Der Komplex wurde in Großplattenbauweise erbaut. In der Mitte befinden sich jeweils drei Balkone, die nebeneinander gestellt wurden und „Loggienpartien“ bilden. Dies schafft eine „vertikale Fassadengestaltung“. Das Gebäude ist mit Meißner Keramikplatten verkleidet. In den 1970er-Jahren wurde die Reklame „Dresden grüßt seine Gäste“ auf den Hochhäusern angebracht, die abwechselnd mit farbigen Neonblumen blinkte.
Weiterhin ist an der Nordseite der Freiberger Straße 18 das denkmalgeschützte Gebäude des Alten- und Pflegeheim Elsa Fenske zu sehen. Schräg gegenüber dem Hospital wurde im Jahre 1743 unter Kaufmann und Ratsherrn Johann Georg Ehrlich das Ehrlichsche Gestift eine Armenschule für 100 Kinder errichtet.

### Südseite

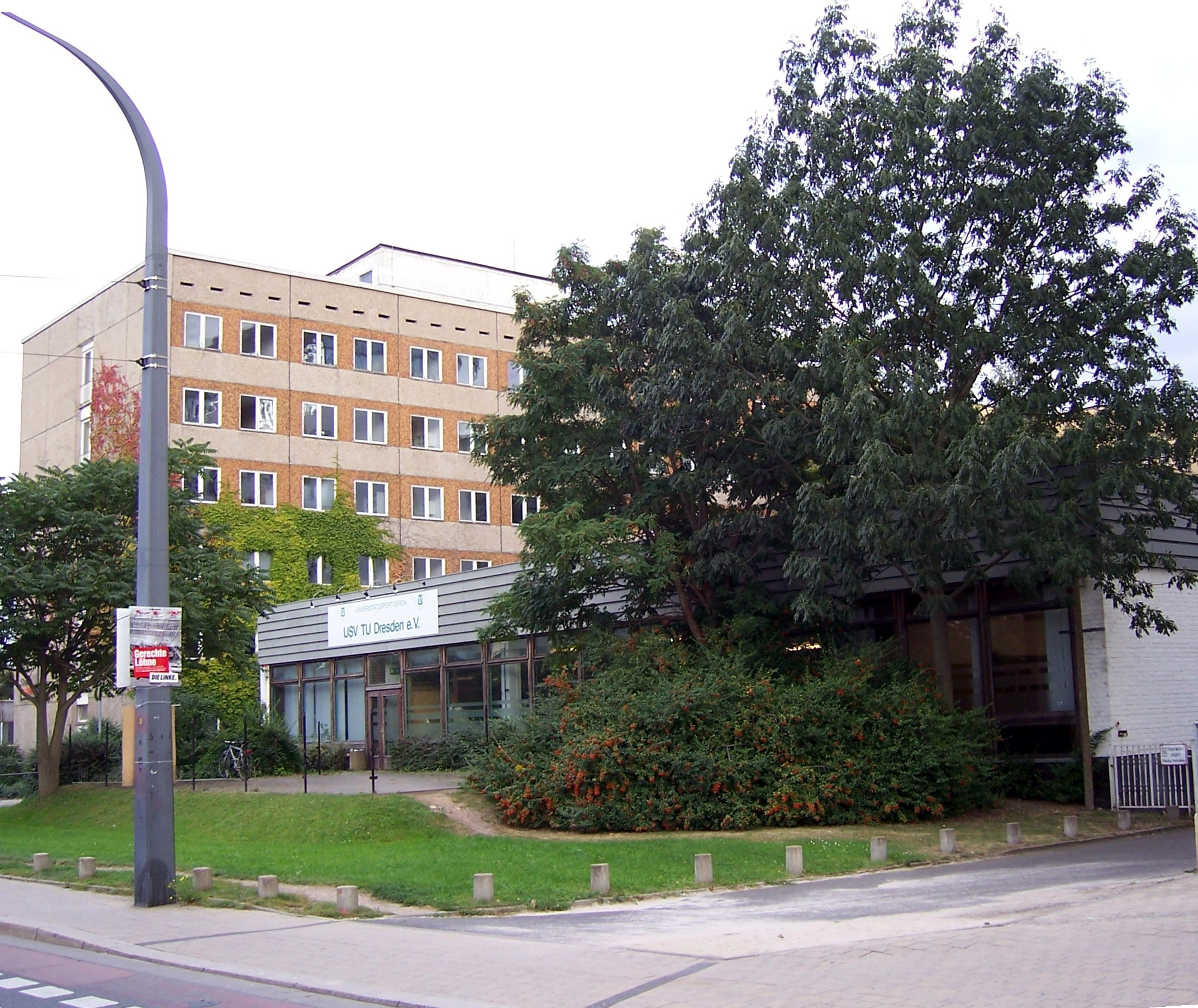
Die frühere Mensa des SC Einheit Dresden

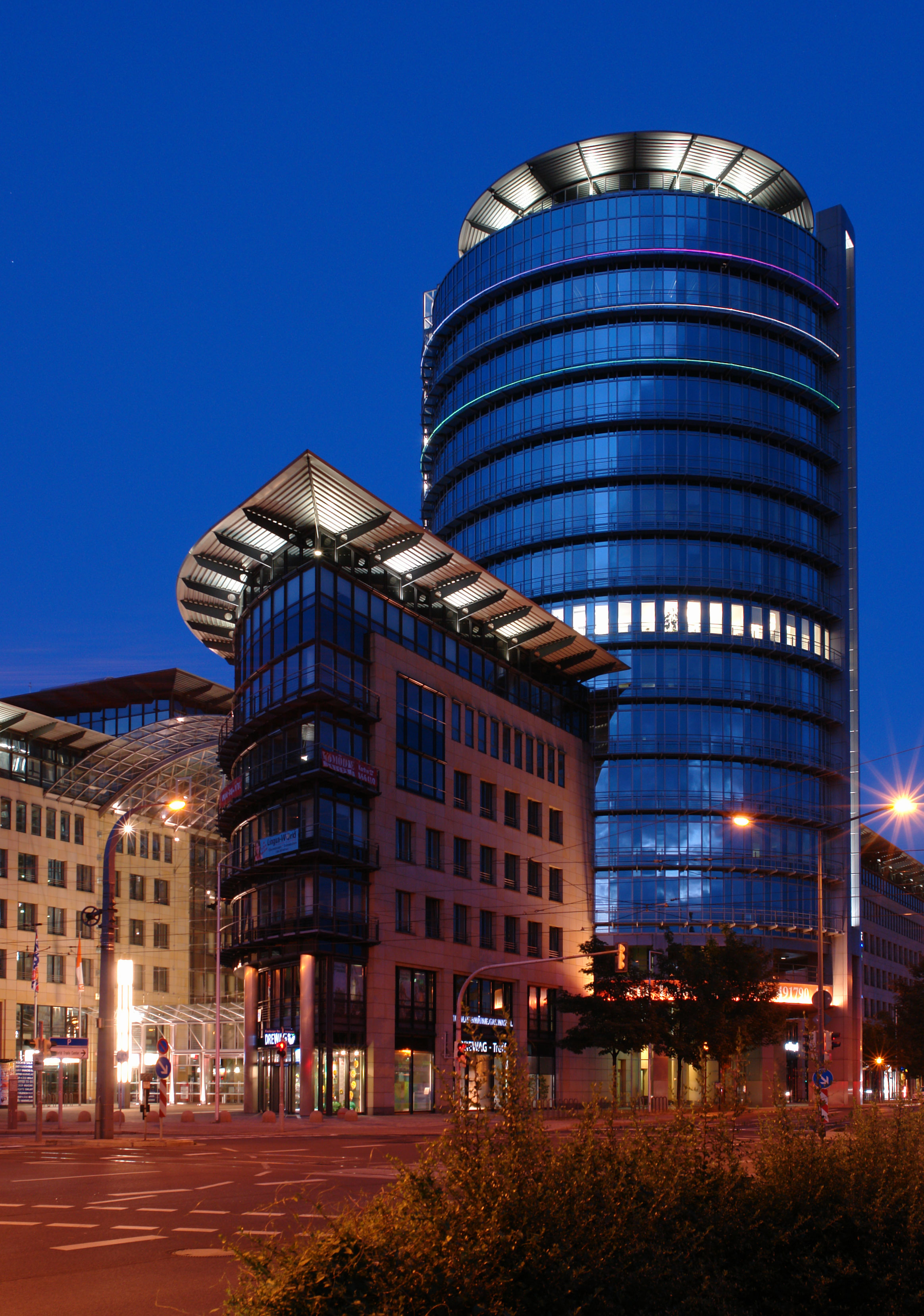
Das WTC Dresden

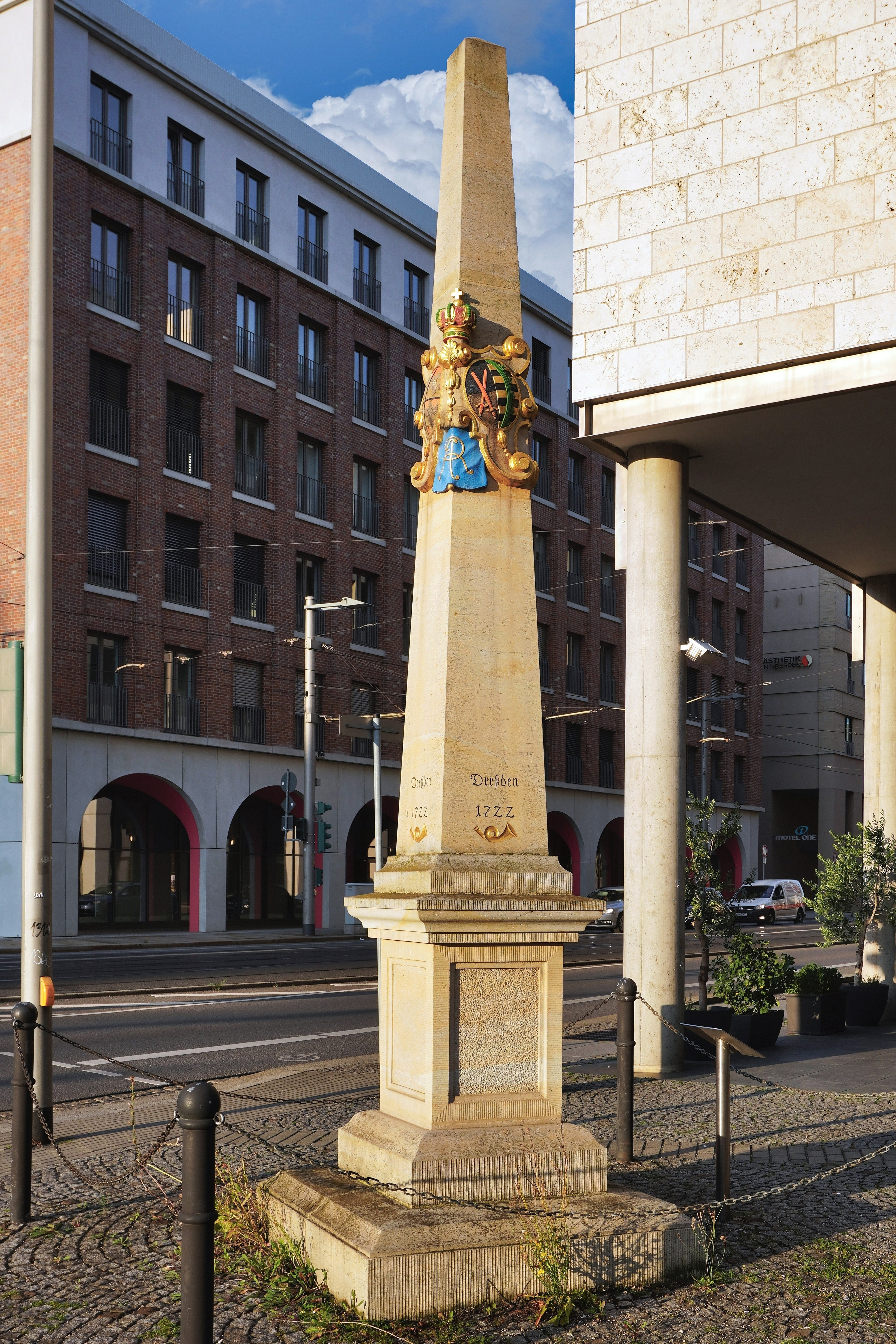
Nachbildung der kursächsischen Postmeilensäule

An der Freiberger Straße 5–27 stehen die sogenannten Sternbilderhäuser. Das 240 Meter lange, einheitliches Gebäude bildet die südliche Bebauung der Freiberger Straße und wurde von 1966 bis 1967 nach Entwürfen des Architekten Siegmar Schreiber, Ursula Stark und Kollektiv mit 228 Mietwohnungen errichtet. Bemerkenswert ist die Betonung verschiedener Bereiche der Wohnzeile. So hat der Abschnitt am Ende des Gebäudes einen „offenen Giebel“. „Starke und vertikale Fassadengliederungen durch Vor- und Rücksprünge im Achssystem“ gliedern die Zeile. Die Außenwandplatten zeigen eine Kieseloberfläche, die Rück- und Giebelseite zeigt eine „Loggienanordnung“. Im Jahre 2003 wurde die fünfgeschossige Wohnanlage auf der Südseite der Freiberger Straße von den Architekten Köhler+Dura umgebaut. Bauherr war die Wohnbau Nordwest, Dresden. Die kleinteilige Wohnstruktur mit 228 Wohneinheiten wurden aufgebrochen. Dabei entstanden aus zwei halben Zimmern ein großes Zimmer mit Arbeits- und Schlafbereich. Nach Westen wurden diese erweitert und erhalten dadurch mehr Raum und Licht. Es sei eine „disziplinierte und zurückhaltende Umgestaltung, die den ästhetischen und funktionalen Bedürfnissen der Gegenwart gerecht“ werde. An der Fassade ist die Inschrift „Sternbilderhäuser Freiberger Straße 5–27“ zu lesen.
Als früherer „städtebaulicher Abschluss der Südseite der Freiberger Straße“ befindet sich die frühere Mensa SC Einheit Dresden, heute Gebäude des Universitätssportvereins TU Dresden e. V., auf der Freiberger Straße 35. Der Gebäudekomplex besteht aus einem zweistöckigen Flachbau (frühere Mensa) und einem sechsgeschossigen Hochbau (Internatsgebäude)
Das World Trade Center Dresden befindet sich an der Freiberger Straße, Ecke Ammonstraße und wurde von den Architekten Nietz Prasch & Siegl von 1993 bis 1996 erbaut.